# Čondžu
Čondžu (korejsky: 전주) je město v Jižní Koreji, šestnácté největší podle počtu obyvatel. Je hlavním městem provincie Severní Čolla. Město se nachází v úrodné Honamské nížině a je významným regionálním centrem. Průmysl je zde hlavně potravinářský a hedvábnický a město je vyhlášené svým pibimbapem.

## Partnerská města
- Antalya, Turecko

- Kanazawa, Japonsko

- San Diego, Kalifornie, Spojené státy americké
- Su-čou, Čína